# حرف بزن (فیلم)
حرف بزن (انگلیسی: Speak) فیلم درام آمریکایی است که در سال ۲۰۰۴ بر اساس رمانی به همین نام اثر لوری هالس اندرسون، در سال ۱۹۹۹ برنده جایزه شد. کریستن استوارت در نقش ملیندا سوردینو، دانشجوی سال اول دبیرستان است که پس از تجاوز یک دانش‌آموز به او عملاً صحبت نمی‌کند. داستان فیلم از دیدگاه ملیندا روایت می‌شود. در سال ۲۰۰۵ پس از نمایش در جشنواره فیلم ساندنس در سال ۲۰۰۴ در شوتایم و لایف‌تایم پخش شد.

## بازیگران
- کریستن استوارت در نقش ملیندا سوردینو
- مایکل آنگارانو در نقش دیوید پتراکیس
- رابرت جان برک در نقش آقای گردن
- هالی هرش در نقش راشل بروین
- اریک لایولی در نقش اندی ایوانز (IT)
- الیزابت پرکینز در نقش جویس سوردینو
- دی بی سویینی در نقش جک سوردینو
- استیو زان در نقش آقای فریمن
- آلیسون سیکو در نقش هدر بیلینگز
- لزلی لایلز در نقش موگر
- تیانا رولی در نقش نیکول
- لوری هالسه اندرسون در نقش خانمی که ناهار می‌خورد (حضور افتخاری)[۲]